# Pickens County (Alabama)
Pickens County is een county in de Amerikaanse staat Alabama.
De county heeft een landoppervlakte van 2.283 km² en telt 20.949 inwoners (volkstelling 2000). De hoofdplaats is Carrollton.

## Bevolkingsontwikkeling

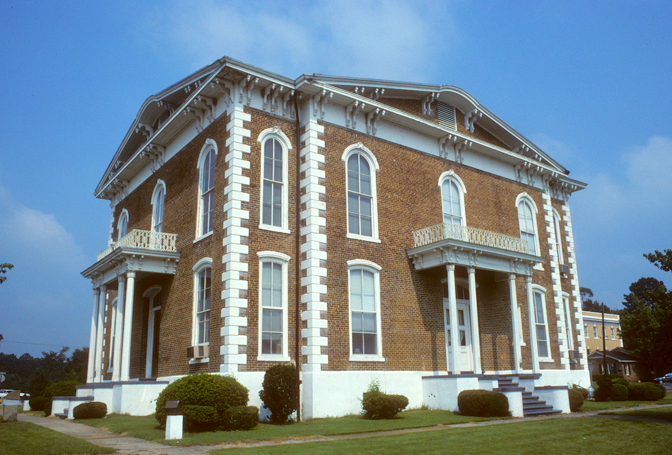
Pickens County Courthouse